# Hannah med H Soundtrack
Hannah med H Soundtrack är ett musikalbum gjort av gruppen The Knife för filmen Hannah med H. Skivan släpptes hösten 2003 och är gjord under samma period som bandets musikalbum Deep Cuts. Sista spåret Listen Now är taget från det albumet.

## Låtlista
1. Real Life Television
2. Hannah,s Conscious
3. Handy-Man
4. High School Poem
5. New Year's Eve
6. Three Boys
7. This Is Now
8. The Bridge
9. Copenhagen
10. Wanting To Kill
11. Jens's Sneaking
12. Vegetarian Restaurant
13. At The Café
14. A Different Way
15. Poetry By Night
16. Listen Now